# You Gotta Move
A You Gotta Move az amerikai Aerosmith együttes videója, amely DVD-n jelent meg 2004. november 23-án  a Sony kiadó gondozásában. Az anyag egy 21 dalos koncertfelvételt tartalmaz, amelyet a Honkin' on Bobo Tour keretében, 2004. április 3-án adtak a floridai Sunrise-ban található Office Depot Centerben. A koncertről 5 számot kivágtak, melyeket a bónuszok menüpontban lehet megtekinteni. Ezek közül a Rats in the Cellar egy április 5-ei Orlandobeli előadáson került rögzítésre.
A kiadvány további extrái közé tartoznak a koncert közé bevágott interjúk, színfalak mögötti jelenetek, fotógaléria, valamint egy félórás kisfilm, mely a Honkin' on Bobo album stúdiófelvételeit tartalmazza. Ezenkívül egy bónusz CD is tartozik a DVD mellé, amelyen öt szám szerepel a koncertről.
A You Gotta Move a zenekar egyetlen hivatalos koncertfelvétele, így hamar a legkelendőbb Aerosmith videó lett. 2005-ben az egyik legnagyobb példányszámban elkelt DVD lett, miután csak az Egyesült Államokban több mint 400 000 darabot adtak el belőle. A kiadvány a RIAA adatai alapján 4x-es platinalemez minősítést szerzett.

## Számlista
1. Toys in the Attic
2. Love in an Elevator
3. Road Runner
4. Baby, Please Don't Go
5. Cryin'
6. The Other Side
7. Back in the Saddle
8. Draw The Line
9. Dream On
10. Stop Messin' Around
11. Jaded
12. I Don't Want to Miss a Thing
13. Sweet Emotion
14. Never Loved a Girl
15. Walk This Way
16. Train Kept A-Rollin'

### Bónusz dalok
1. Fever
2. Rats in the Cellar
3. Livin' on the Edge
4. Last Child
5. Same Old Song and Dance

### Bónusz CD számlistája
1. Toys in the Attic
2. Love in an Elevator
3. Rats in the Cellar
4. Road Runner
5. The Other Side
6. Back in the Saddle
7. You Gotta Move - "Umixit" változat

## Közreműködők
- Steven Tyler - ének, szájharmonika
- Tom Hamilton - basszusgitár
- Joey Kramer - dob
- Joe Perry - gitár
- Brad Whitford - gitár
- Michael Beinhorn - producer